# فريدريك بوس
فريدريك بوس (بالهولندية: Frederik Bos)‏ هو فلاح وسياسي هولندي، ولد في 28 مايو 1866، وتوفي في 11 يونيو 1931. انتخب عضو مجلس نواب هولندا ‏.